# هيلج ياكوبسن
هيلج ياكوبسن (بالنرويجية البوكمول: Helge Jakobsen)‏ هو سياسي نرويجي، ولد في 31 أغسطس 1901، وتوفي في 25 سبتمبر 1996. حزبياً، نشط في الحزب الليبرالي. وقد انتخب عضو برلمان النرويج ‏.